# Israel Lagerfelt (1874–1956)
För andra personer med samma namn, se Israel Lagerfelt.
Israel Kristian Gustaf Lagerfelt, född 18 september 1874 i Kärna socken i Östergötlands län, död i samma församling 17 juli 1956, var en svensk friherre, godsägare och riksdagspolitiker.
Lagerfelt blev filosofie kandidat vid Uppsala universitet 1899. Han var ledamot av Riksdagens andra kammare för högern mandatperioden 1909–1911 och tillhörde första kammaren från 1930. Lagerfelt var ombud vid kyrkomötena 1925, 1926 och 1929, landstingsman i Östergötlands län från 1927, vice ordförande i Östergötlands läns hushållningssällskap från 1929 med mera.